# Cabo Regana
Cabo Regana är en udde i Spanien.   Den ligger i regionen Balearerna, i den östra delen av landet, 600 km öster om huvudstaden Madrid. Cabo Regana ligger på ön Mallorca.
Terrängen inåt land är platt. Havet är nära Cabo Regana åt sydväst.  Närmaste större samhälle är Palma de Mallorca, 19,1 km norr om Cabo Regana. 